# James Martin Hayes
James Martin Hayes (* 27. Mai 1924 in Halifax; † 2. August 2016 ebenda) war ein kanadischer Geistlicher und römisch-katholischer Erzbischof von Halifax.

## Leben
James Martin Hayes empfing am 15. Juni 1947 die Priesterweihe für das Erzbistum Halifax.
Papst Paul VI. ernannte ihn am 5. Februar 1965 zum Titularbischof von Reperi und Weihbischof in Halifax. Der Apostolische Delegat in Kanada, Erzbischof Sergio Pignedoli, spendete ihm am 20. April desselben Jahres die Bischofsweihe; Mitkonsekratoren waren Albert Leménager, Bischof von Yarmouth, und Alfred Bertram Leverman, Bischof von Saint John, New Brunswick. Im selben Jahr war er Teilnehmer der letzten Sitzungsperiode des Zweiten Vatikanischen Konzils. Am 22. Juni 1967 wurde er von Paul VI. zum Erzbischof von Halifax ernannt.
Von 1987 bis 1989 war er Präsident der Kanadischen Bischofskonferenz.
Am 6. November 1990 nahm Papst Johannes Paul II. seinen vorzeitigen Rücktritt an. Danach engagierte sich Hayes bis 2012 in der Seelsorge an Kranken und Sterbenden in einem Palliativzentrum in Halifax. Er starb im August 2016 in einem Krankenhaus in Halifax.